# Lucius Aurelius Orestes (Konsul 103 v. Chr.)
Lucius Aurelius Orestes († 103 v. Chr.) war ein im 2. Jahrhundert v. Chr. lebender Politiker der Römischen Republik. Er entstammte dem plebejischen Geschlecht der Aurelier.
Wahrscheinlich war Orestes der Sohn des gleichnamigen Konsuls von 126 v. Chr. Etwa im Jahr 106 v. Chr. hatte er die Prätur inne. 103  v. Chr. amtierte er als Konsul, wobei er Gaius Marius zum Amtskollegen hatte. Letzterer bekleidete in diesem Jahr bereits zum dritten Mal das Konsulat. Noch während seiner Amtszeit starb Orestes. Ansonsten ist über sein Leben nichts überliefert.